# Vaakevandring (EP)
Vaakevandring är en EP av det norska black metal-bandet Vaakevandring. EP:n utgavs 2004 av skivbolaget Momentum Scandinavia och består av de tre låtarna från bandets demo från 1999 och ett bonusspår ("To Find Eternal Peace") som spelades in 2001.

## Låtlista
1. "Fader vaar" – 6:39
2. "Some Day" – 4:19
3. "Og sorgen stilnet i smertens vann" – 6:06
4. "To Find Eternal Peace" – 4:03

## Medverkande
Musiker (Vaakevandring-medlemmar)
- Ronny Hansen – sång
- Morten Sigmund Magerøy – keyboard, gitarr, sång
- Alexander Nygård – gitarr
- Pål Dæhlen – trummor
- Trond Bjørnstad – basgitarr

Produktion
- Stian Aarstad – producent, ljudtekniker, ljudmix[2]
- Jeff – mastering
- Paul Jeanrenaud – logo
- Heli Lehtonen – foto
- Samuel Wibeck – foto